# Đấu trường âm nhạc
Đấu trường âm nhạc (tên gốc tiếng Anh: Sing) là một phim điện ảnh hoạt hình máy tính hài nhạc kịch 3D được sản xuất bởi hãng phim Illumination Entertainment. Phim được đạo diễn bởi Garth Jennings và đồng đạo diễn bởi Christophe Lourdelet, và có sự tham gia lồng tiếng của Matthew McConaughey, Reese Witherspoon, Seth MacFarlane, Scarlett Johansson, John C. Reilly, Taron Egerton, Tori Kelly và Nick Kroll. Nội dung phim xoay quanh câu chuyện về một nhóm các loài vật tham gia một cuộc thi hát tổ chức bởi một chú koala nhằm cứu lấy nhà hát của mình.
Đấu trường âm nhạc bao gồm hơn 60 bài hát từ các nghệ sĩ nổi tiếng, cùng với một bài hát nguyên gốc do Stevie Wonder và Ariana Grande trình bày mang tên "Faith" đã nhận được đề cử giải Quả cầu vàng cho Ca khúc trong phim hay nhất. Phim được phát hành bởi Universal Pictures vào ngày 21 tháng 12 năm 2016, nhận được nhiều ý kiến tích cực từ giới chuyên môn và đã thu về 634.1 triệu USD toàn cầu. Tại Việt Nam, phim được gắn nhãn P và được khởi chiếu từ ngày 23 tháng 12 năm 2016. Cùng với Đẳng cấp thú cưng, đây là lần đầu tiên hãng phim Illumination Entertainment phát hành hai phim điện ảnh trong cùng một năm.
Phim được sóng trên kênh truyền hình HTV3 - DreamsTV với phiên bản lồng tiếng Việt vào ngày 19 tháng 9 năm 2020.
Phần tiếp nối là Đấu trường âm nhạc 2 đã được ra mắt vào ngày 22 tháng 12 năm 2021.

## Nội dung
Buster Moon (Matthew McConaughey), một chú koala được cả thế giới cho là lừa đảo, lương lẹo đã phải cố gắn từng ngày để duy trì cái nhà hát cũ kỹ do cha tích góp từng đồng mua cho mình. Đứng trước những mối đe doạ lớn lao, cậu chỉ còn duy nhất một cơ hội để giúp nhà hát của mình tìm lại những vinh quang đã mất, đó chính là tổ chức cuộc thi ca nhạc với quy mô hoành tráng, quy tụ những giọng ca xuất sắc nhất của thế giới.

## Lồng tiếng
| Nhân vật       | Diễn viên lồng tiếng | Diễn viên lồng tiếng            |
| -------------- | -------------------- | ------------------------------- |
| Nhân vật       | Nước ngoài           | Việt Nam (Truyền hinh HTV3)     |
| Buster Moon    | Matthew McConaughey  | Bá Nghị                         |
| Rosita         | Reese Witherspoon    | Ngọc Quyên                      |
| Mike           | Seth MacFarlane      | Trường Tân                      |
| Ash            | Scarlett Johansson   | Huyền Trang                     |
| Eddie          | John C. Reilly       | Hoài Bảo                        |
| Meena          | Tori Kelly           | Thanh Hồng                      |
| Johnny         | Taron Egerton        | Tiến Đạt                        |
| Nana Noodleman | Jennifer Saunders    | Minh Chuyên                     |
| Nana hồi trẻ   | Jennifer Hudson      | Hoài Thương                     |
| Bà Crawly      | Garth Jennings       | Ngọc Châu                       |
| Big Daddy      | Peter Serafinowicz   | Kiêm Tiến                       |
| Gunter         | Nick Kroll           | Chơn Nhơn                       |
| Lance          | Beck Bennett         | Hoàng Trí                       |
| Ông của Meena  | Jay Pharoah          | Hạnh Phúc                       |
| Norman         | Nick Offerman        | Trần Vũ                         |
| Mẹ của Meena   | Leslie Jones         | Linh Phương                     |
| Judith         | Rhea Perlman         | Tuyết Nhung                     |
| Bà của Meena   | Laraine Newman       | Kiều Oanh                       |
| Stan           | Adam Buxton          | Minh Triết                      |
| Baboon         | Brad Morris          | Hoàng Khuyết                    |
| Chó Phóng viên | Bill Farmer          | Triệu Phương                    |
| Piglet         | Oscar Leo Caspar Asa | Phúc Minh Vy Anh Tú Anh Duy Anh |

Trong phiên bản lồng tiếng Việt (Rap), người mẫu Ngọc Trinh đảm nhiệm vai trò lồng tiếng cho nhân vật Meena.

## Sản xuất
Tháng 1 năm 2014, Garth Jennings được xác nhận sẽ biên kịch và đạo diễn một phim hoạt hình hài mang nội dung về "sự can đảm, cạnh tranh và liên quan đến âm nhạc" cho hai hãng phim Universal Pictures và Illumination Entertainment, ban đầu được đặt tên là Lunch, sau đó được đổi thành Sing.
Ngày 14 tháng 1 năm 2015, Matthew McConaughey được tuyển vào vị trí lồng tiếng cho nhân vật chính. Chris Meledandri và Janet Healy đảm nhiệm vai trò sản xuất cho phim. Ngày 17 tháng 6 năm 2015, nhân vật do McConaughey lồng tiếng được công bố với tên gọi Buster, và thêm vào đó John C. Reilly sẽ lồng tiếng cho nhân vật Eddie, một chú cừu đen và cũng là bạn thân của Buster. Vào tháng 11 năm 2015, dàn diễn viên lồng tiếng bao gồm Reese Witherspoon, Seth MacFarlane, Scarlett Johansson, Tori Kelly và Taron Egerton được công bố.
Phim có sự góp mặt của 65 bài hát nhạc pop, với tiền bản quyền cho số bài hát này chiếm tới 15 phần trăm tổng kinh phí 75 triệu USD của phim. Đấu trường âm nhạc được thực hiện hoàn toàn tại Pháp bởi Illumination MacGuff.

## Nhạc phim
Album nhạc phim chính thức của Đấu trường âm nhạc được phát hành vào ngày 21 tháng 12 năm 2016 bởi hãng thu âm Republic Records.

## Phát hành
Một phiên bản gần hoàn chỉnh của phim được công chiếu từ ngày 11 háng 9 năm 2016 tại Liên hoan phim quốc tế Toronto. Universal Studios phát hành rộng rãi Đấu trường âm nhạc vào ngày 21 tháng 12 năm 2016. Tại Việt Nam, phim được gắn nhãn P và được khởi chiếu từ ngày 23 tháng 12 năm 2016.
Đấu trường âm nhạc được phát hành dưới định dạng đĩa Blu-ray, Blu-ray 3D, Ultra HD Blu-ray và DVD vào ngày 21 tháng 3 năm 2017. Các phiên bản đĩa cứng có tặng kèm ba phim ngắn: Gunter Babysits, Love at First Sight và Eddie's Life Coach.

## Tiếp nhận

### Doanh thu phòng vé
Tính tới hết tháng 3 năm 2017, Đấu trường âm nhạc đã thu về 269,8 triệu USD tại thị trường Mỹ và Canada, và 331,5 triệu USD tại các thị trường ngoại địa, tạo mức tổng doanh thu cho phim là 601,3 triệu USD, trong khi kinh phí làm phim chỉ ở mức 75 triệu USD. Sau khi tổng hợp các khoản chi và tiêu cho phim, trang Deadline.com ước tính lợi nhuận ròng của Đấu trường âm nhạc có thể lên tới 194 triệu USD, trở thành tác phẩm điện ảnh đạt lợi nhuận cao thứ 7 trong năm 2016.
Tại Bắc Mỹ, Đấu trường âm nhạc được khởi chiếu cùng với Người du hành và Sát thủ bóng đêm, và được dự đoán sẽ thu về 70 triệu USD từ 4022 rạp phim trong sáu ngày đầu công chiếu. Phim thu về tổng cộng 1,7 triệu USD từ suất chiếu sớm đêm thứ năm. Trong ba ngày cuối tuần ra mắt, phim đạt doanh thu 35,3 triệu USD (và sau đó lên 75,5 triệu USD sau sáu ngày khởi chiếu), xếp á quân về doanh thu phòng vé tuần, sau Rogue One: Star Wars ngoại truyện. Đấu trường âm nhạc giữ kỉ lục cho phim điện ảnh có doanh thu cao nhất chưa từng xếp nhất trên bảng xếp hạng doanh thu phòng vé Bắc Mỹ. Vị trí này trước đó thuộc về My Big Fat Greek Wedding (241,4 triệu USD vào năm 2002).

### Đánh giá chuyên môn
Trên trang mạng tổng hợp kết quả đánh giá Rotten Tomatoes, Đấu trường âm nhạc đạt mức đánh giá 73% dựa theo 153 ý kiến, với điểm trung bình là 6,5/10. Trang mạng nhận xét, "Đấu trường âm nhạc mang đến cho chúng ta những hình ảnh đầy màu sắc, tính giải trí vui vẻ không chút đòi hỏi cùng với dàn diễn viên lồng tiếng thuần nhất và cốt truyện nhiệt tâm – dẫu có quen thuộc – đúc kết ở trong chính tựa đề phim." Trên trang Metacritic, phim nhận được điểm trung bình 59 trên 100, dựa theo ý kiến của 37 nhà phê bình Khảo sát khán giả trên trang CinemaScore cho phim điểm "A" trên thang từ A+ tới F.

## Phim tiếp nối
Phần tiếp nối là Đấu trường âm nhạc 2 đã được ra mắt vào ngày 22 tháng 12 năm 2021.